# Orjo Pättiniemi
Orjo Pättiniemi (Helsinki, 1920. május 20. – 1999. február 11.) finn nemzetközi labdarúgó-játékvezető.

## Pályafutása

### Nemzeti játékvezetés
Játékvezetésből Helsinkiben vizsgázott. Vizsgáját követően a Helsinki Labdarúgó-szövetsége által üzemeltetett labdarúgó bajnokságokban kezdte sportszolgálatát.[forrás?] A Finn Labdarúgó-szövetség (SPL) Játékvezető Bizottságának (JB) minősítésével a Ykkönen, majd a Veikkausliiga játékvezetője. Küldési gyakorlat szerint rendszeres partbírói szolgálatot is végzett. A nemzeti játékvezetéstől 1962-ben visszavonult.

### Nemzetközi játékvezetés
A Finn labdarúgó-szövetség JB terjesztette fel nemzetközi játékvezetőnek, a Nemzetközi Labdarúgó-szövetség (FIFA) 1956-tól tartotta nyilván bírói keretében. Több nemzetek közötti válogatott és klubmérkőzést vezetett, vagy működő társának partbíróként segített. A finn nemzetközi játékvezetők rangsorában, a világbajnokság-Európa-bajnokság sorrendjében többedmagával a 16. helyet foglalja el 1 találkozó szolgálatával. A  nemzetközi játékvezetéstől 1962-ben búcsúzott. Válogatott mérkőzéseinek száma: 2.

#### Labdarúgó-Európa-bajnokság
Az 1960-as labdarúgó-Európa-bajnokságon az UEFA JB bíróként foglalkoztatta.
| Időpont          | Helyszín               | Mérkőzés típusa | Mérkőzés            | Eredmény | Nézők száma |
| ---------------- | ---------------------- | --------------- | ------------------- | -------- | ----------- |
| 1959. július 19. | Lenin Stadion, Moszkva | selejtező       | Szovjetunió–Románia | 2 – 0    | 102 000     |

#### Olimpiai játékok
Az 1952. évi nyári olimpiai játékok labdarúgó tornáját, ahol a FIFA JB partbírói szolgálatra alkalmazta. A kor elvárása szerint az egyes számú partbíró játékvezetői sérülésnél átvette a mérkőzés vezetését. Partbíróként egy mérkőzésre 2. pozícióban kapott küldést.
| Időpont          | Helyszín              | Mérkőzés típusa | Mérkőzés                 | Játékvezető        | Eredmény | Nézők száma |
| ---------------- | --------------------- | --------------- | ------------------------ | ------------------ | -------- | ----------- |
| 1952. július 16. | Városi Stadion, Lahti | csoportmérkőzés | Luxemburg–Nagy-Britannia | Vincenzo Orlandini | 5 – 3    | 3 656       |

#### Skandináv Bajnokság
Nordic Championships/Északi Kupa labdarúgó tornát Dánia kezdeményezésére az első világháború után, 1919-től a válogatott rendszeres játékhoz jutásának elősegítésére rendezték a Norvégia, Dánia, Svédország részvételével. 1929-től a Finnország is csatlakozott a résztvevőkhöz. 1983-ban befejeződött a sportverseny.
| Időpont           | Helyszín                      | Mérkőzés típusa | Mérkőzés                                           | Eredmény | Nézők száma |
| ----------------- | ----------------------------- | --------------- | -------------------------------------------------- | -------- | ----------- |
| 1956. október 21. | Råsunda Stadion, Solna        | csoportmérkőzés | Svédország–Dánia                                   | 1 – 1    | 37 534      |
| 1958. október 26. | Råsunda Stadion, Solna község | csoportmérkőzés | Svéd labdarúgó-válogatott–Dán labdarúgó-válogatott | 4 – 4    | 43 716      |